# Doui Thabet
Doui Thabet là một đô thị thuộc tỉnh Saïda, Algérie. Dân số thời điểm năm 2002 là 4.315 người.